# Saint-Aubin-d'Arquenay
Saint-Aubin-d'Arquenay è un comune francese di 815 abitanti situato nel dipartimento del Calvados nella regione della Normandia.

## Società

### Evoluzione demografica
Abitanti censiti